# ونسیو پرز
ونسیو پرز (انگلیسی: Venancio Pérez; ۲۲ آوریل ۱۹۲۱ – ۲۸ نوامبر ۱۹۹۴) بازیکن فوتبال اهل اسپانیا بود.
از باشگاه‌هایی که در آن بازی کرده‌است می‌توان به باشگاه فوتبال اتلتیک بیلبائو اشاره کرد.
وی همچنین در تیم ملی فوتبال اسپانیا بازی کرده‌است.